# Hypo Group Alpe Adria
El Hypo Group Alpe Adria (HGAA) es un grupo bancario austríaco con numerosas actividades transfronterizas en ocho países de la región Alpes-Adriático. Su red de oficinas y sucursales se extienden desde Austria hasta Italia y Liechtenstein, desde  Eslovenia hasta Croacia, Bosnia-Herzegovina, Serbia, Montenegro, Hungría y de Alemania a Bruselas. 
Existen tres sectores de negocio estratégicos en el Hypo Group - banca, leasing y Consultoría. Los accionistas del Grupo incluyen: 49,4% por el fondo del Estado de Carintia (Kärntner Landesholding); 45,6% por Grazer Wechselseitige Versicherung; y el restante 5% por Hypo Alpe-Adria Mitarbeiter Privatstiftung (Fondo de los empleados de Hypo Alpe-Adria).
Hypo Group Alpe Adria persigue convertirse en el banco comercial líder en la región Alpes-Adriático.
En mayo de 2007 el BayernLB compró el 50% más uno de las acciones (participación de control) del HGAA por 1.630 millones de euros. El 14 de diciembre de 2009, BayernLB, Kärntner Landesholding y Grazer Wechselseitige Versicherung vendieron su participación en el banco al gobierno austríaco por un euro cada uno. El banco fue nacionalizado por el gobierno austríaco para evitar un colapso bancario.